# The Hard Corps
The Hard Corps è un film d'azione direct-to-video del 2006 diretto da Sheldon Lettich e interpretato da Jean-Claude Van Damme e Vivica A. Fox.

## Trama
Philip Sauvage (Jean-Claude Van Damme) è un soldato americano che ha combattuto gli ultimi 3 anni in Afghanistan e in Iraq. Traumatizzato da questa esperienza è ricoverato in una clinica dalla quale uscirà dopo essere stato spinto da un suo amico ad accettare un incarico di guardia del corpo del noto pugile Wayne Barklay (Razaaq Adoti).
Infatti il pugile si trova in pericolo da quando un mafioso, il magnate dell'hip hop Terrell Singletery, arrestato proprio grazie alla testimonianza del campione, è uscito di prigione per buona condotta.
Sauvage forma una squadra di bodyguard e durante gli attentati a Barkley, anche se turbato, dimostra tutta la sua professionalità e prontezza, ma le vere complicazioni sorgono quando il pugile scopre che il soldato fu accusato di una terribile strage in Iraq e che sua sorella Tamara (Vivica A. Fox) sembra essersi innamorata di lui. I due quindi si battono ma nel frattempo Tamara viene rapita da Terrell. Riappacificatisi Barklay e Sauvage con al seguito gli "Hard Corps" fanno irruzione nella villa di Terrell, che viene sconfitto una volta per tutte.

## Produzione
Il film ha avuto un budget di 12 milioni di dollari. Jean Claude Van Damme e Razaq Adoti hanno lavorato insieme per la seconda volta dopo il film The Commander.

## Distribuzione
Il film è stato distribuito direct-to-video.